# Stylaster microstriatus
Stylaster microstriatus is een hydroïdpoliep uit de familie Stylasteridae. De poliep komt uit het geslacht Stylaster. Stylaster microstriatus werd in 1936 voor het eerst wetenschappelijk beschreven door Broch. 